# 내일은 푸른하늘
내일은 푸른하늘은 KBS 3라디오(수도권 FM 104.9㎒, AM 1134㎑)에서 방송되는 장애인 관련 프로그램이다. 진행자는 장웅 아나운서이며, 생방송은 매일 낮 1시부터 오후 2시까지, 재방송은 매일 저녁 7시부터 밤 8시까지이다.

## 역사
1981년 4월 13일에 첫방송을 시작했으며, 원래는 KBS 1라디오에서 방송됐으나, 2000년 1월 1일부터 KBS 3라디오가 개국하면서 KBS 3라디오로 채널을 이관하여 방송하고, 원래는 노래 선곡이 없었으나, 2003년 10월 20일부터 노래 선곡이 생겼다.

## 역대 방송시간
※ KBS 3라디오로 채널을 이관한 이후 전 방송 채널인 KBS 1라디오에서 2000년 1월 3일부터 2003년 7월 11일까지 평일에만, 2014년 9월 22일부터 2018년 9월 30일까지 매일 본방송을 했으며, 2002년 10월 21일부터 생방송과 더불어서 재방송도 한다.
| 방송 채널   | 방송 기간                           | 방송 시간                                                                | 비고                |
| ----------- | ----------------------------------- | ------------------------------------------------------------------------ | ------------------- |
| KBS 1라디오 | 1981년 4월 13일 ~ 1992년 10월 2일   | 평일 저녁 6:05 ~ 저녁 6:30                                               | 생방송              |
| KBS 1라디오 | 1992년 10월 5일 ~ 1996년 11월 2일   | 월~토요일 오후 5:10 ~ 오후 5:30                                          | 생방송              |
| KBS 1라디오 | 1996년 11월 4일 ~ 1999년 12월 31일  | 평일 오후 5:10 ~ 오후 5:30                                               | 생방송              |
| KBS 1라디오 | 2000년 1월 3일 ~ 2003년 7월 11일    | 평일 오후 5:10 ~ 오후 5:30                                               | 1R 평일 한정 본방송 |
| KBS 1라디오 | 2014년 9월 22일 ~ 2018년 9월 30일   | 매일 새벽 2:00 ~ 새벽 3:00                                               | 1R 매일 본방송      |
| KBS 3라디오 | 2000년 1월 1일 ~ 2001년 4월 8일     | 매일 밤 9:40 ~ 밤 10:00                                                  | 생방송              |
| KBS 3라디오 | 2001년 4월 9일 ~ 2002년 10월 20일   | 매일 밤 9:20 ~ 밤 9:40                                                   | 생방송              |
| KBS 3라디오 | 2002년 10월 21일 ~ 2003년 10월 19일 | 매일 밤 8:20 ~ 밤 8:40 (생방송), 매일 새벽 1:20 ~ 새벽 1:40 (재방송)     | 생, 재방송          |
| KBS 3라디오 | 2003년 10월 20일 ~ 2006년 4월 23일  | 매일 저녁 6:00 ~ 저녁 7:00 (생방송), 매일 밤 12:00 ~ 새벽 1:00 (재방송)  | 생, 재방송          |
| KBS 3라디오 | 2013년 10월 28일 ~ 2019년 6월 9일   | 매일 저녁 6:00 ~ 저녁 7:00 (생방송), 매일 밤 12:00 ~ 새벽 1:00 (재방송)  | 생, 재방송          |
| KBS 3라디오 | 2006년 4월 24일 ~ 2011년 11월 6일   | 매일 저녁 6:00 ~ 저녁 7:00 (생방송), 매일 새벽 1:00 ~ 새벽 2:00 (재방송) | 생, 재방송          |
| KBS 3라디오 | 2011년 11월 7일 ~ 2013년 10월 27일  | 매일 저녁 6:00 ~ 저녁 7:00 (생방송), 매일 새벽 2:00 ~ 새벽 3:00 (재방송) | 생, 재방송          |
| KBS 3라디오 | 2019년 6월 10일 ~ 현재              | 매일 낮 1:00 ~ 오후 2:00 (생방송), 매일 저녁 7:00 ~ 밤 8:00 (재방송)     | 생, 재방송          |

## 역대 진행자

### KBS 1라디오
- 1981년 4월 13일 ~ 1989년 2월 24일 : 진행자 미상
- 1989년 2월 27일 ~ 1996년 11월 2일 : 최영미 前 아나운서
- 1996년 11월 4일 ~ 1999년 10월 29일 : 성기영 아나운서
- 1999년 11월 1일 ~ 1999년 12월 31일 : 박영주 前 아나운서

### KBS 3라디오
- 2000년 1월 1일 ~ 2003년 10월 19일 : 박영주 前 아나운서
- 2003년 10월 20일 ~ 2013년 4월 7일 : 범효춘
- 2013년 4월 8일 ~ 2014년 4월 6일 : 유애리 前 아나운서 (월~토요일), 최시중 아나운서 (일요일)
- 2014년 4월 7일 ~ 2015년 6월 14일 : 故 박태남 前 아나운서 (월~토요일), 최시중 아나운서 (일요일)
- 2015년 6월 15일 ~ 2016년 5월 8일 : 김태규 아나운서 (월~토요일), 최시중 아나운서 (일요일)
- 2016년 5월 9일 ~ 2018년 4월 22일 : 김태규 아나운서
- 2018년 4월 23일 ~ 2021년 8월 8일 : 故 이성민 前 아나운서
- 2021년 8월 9일 ~ 2023년 11월 26일 : 이재홍 前 아나운서
- 2023년 11월 27일 ~ 현재 : 장웅 아나운서